# 시에라리온의 코로나19 범유행
다음은 시에라리온의 코로나19 범유행에 대한 글이다.

## 배경
2020년 1월 12일, 세계보건기구는 2019년 12월 31일에 WHO에 보고된 중국 후베이성 우한시의 인구 집단에서 코로나19가 호흡기 질환의 원인임을 확인했다.
코로나19가 2003년 사스보다는 치명률이 훨씬 낮지만, 총 사망자 수가 상당할 정도로 감염 경로는 훨씬 더 컸다. COVID-19는 전형적으로 약 7일 정도의 독감과 유사한 증상을 보이며, 그 후 일부 사람들은 병원에 입원해야 하는 바이러스성 폐렴의 증상으로 발전한다. 3월 19일부터 COVID-19는 더 이상 "높은 결과 감염병"으로 분류되지 않았다.

## 연혁
3월 31일, 시에라리온의 첫 번째 확진자는 3월 16일에 프랑스에 있었던 37세 남성이라는 것이 확인되었다.

## 같이 보기
- 아프리카의 코로나19 범유행
- 나라별 코로나19 범유행